# Bleeding Kansas

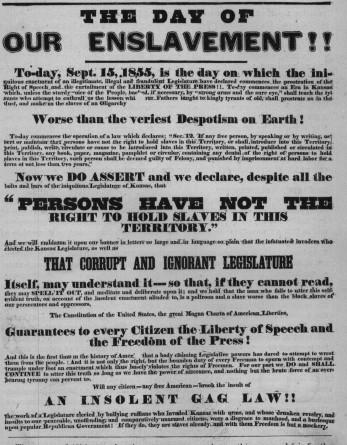
Pôster de 1855 feito por grupos anti-escravidão do território do Kansas.

Bleeding Kansas, ou Bloody Kansas (em português: "Kansas Sangrento"), ou Guerra de Fronteira, foi uma série de violentos enfrentamentos políticos envolvendo grupos anti e pró-escravidão que ocorreram no então território do Kansas e em cidades vizinhas ao Missouri, Estados Unidos, entre 1854 e 1861. O motivo do conflito foi a questão sobre se o Kansas entraria na União como um estado livre ou escravista. Como tal, o Bleeding Kansas foi uma guerra por procuração entre nortistas e sulistas sobre a escravidão nos Estados Unidos. O termo Bleeding Kansas foi cunhado por Horace Greeley do jornal New York Tribune; esses eventos englobam um prenúncio da Guerra Civil Americana.
O Congresso dos Estados Unidos havia lutado uma longa batalha para equilibrar os interesses de forças pró e antiescravidão. Os eventos mais tarde conhecidos como Bleeding Kansas foi uma resposta ao movimento pela Ato de Kansas-Nebraska de 1854, que anulou o Compromisso do Missouri e procurava implementar o conceito de soberania popular. Os habitantes de cada território ou estado deviam decidir se seria um estado livre ou escravista, no entanto, isso resultou na imigração em massa para o Kansas de ativistas de ambos os lados. Em certo momento, o território do Kansas chegou a ter dois governos separados, cada um com a sua própria constituição, embora apenas um fosse reconhecido pelo governo federal. Em 29 de janeiro de 1861, o Kansas foi admitido à União como um estado livre, menos de três meses antes da Batalha de Fort Sumter, que iniciou a Guerra Civil nos Estados Unidos.